# 2e étape du Tour de France 2007
Pour un article plus général, voir Tour de France 2007.
La 2e étape du Tour de France 2007 s'est déroulée le 9 juillet. Le parcours de 167 kilomètres relia Dunkerque à Gand en Belgique flamande.

## Profil de l'étape

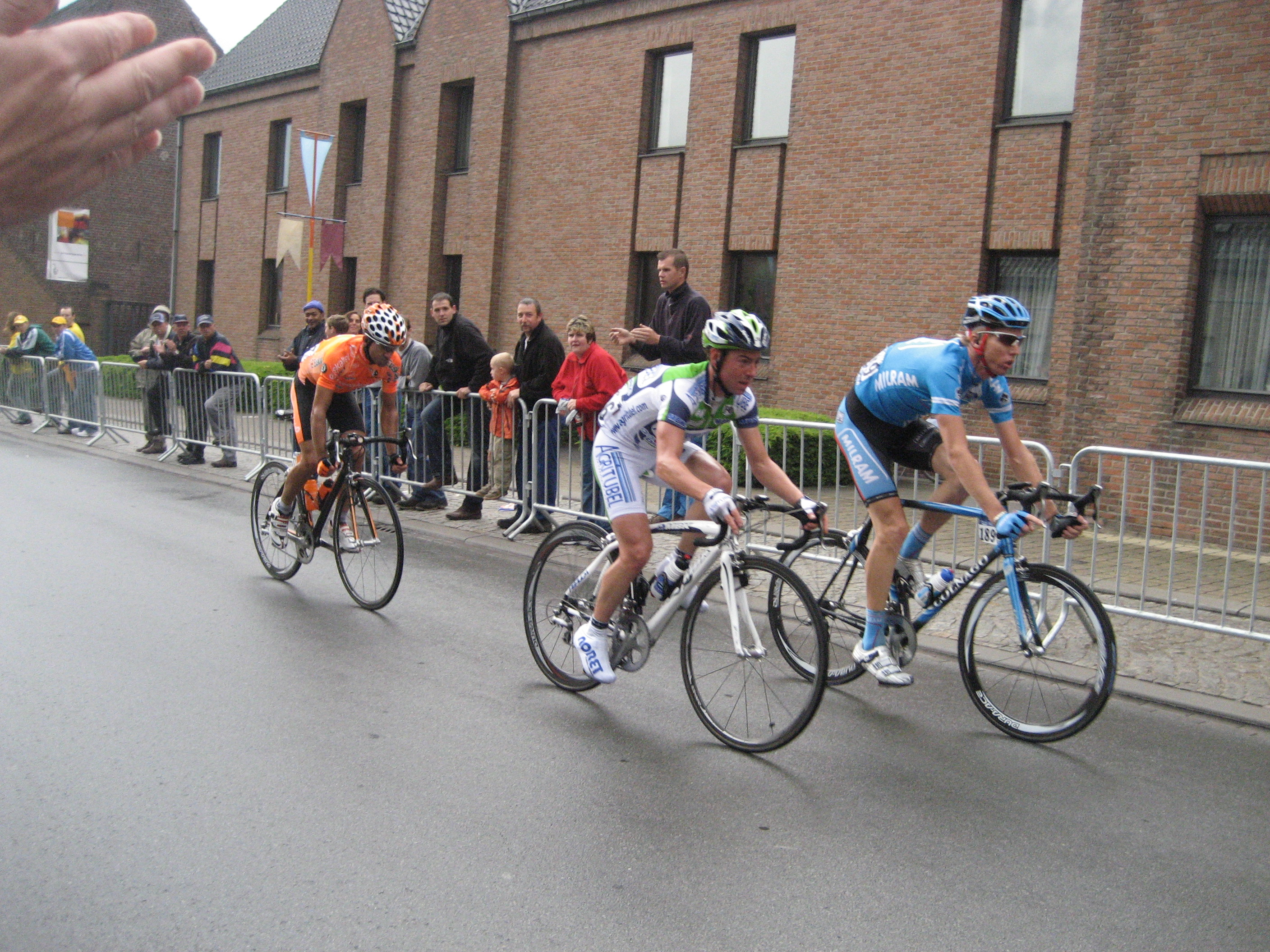
Le trio des échappés lors de la 2e étape

En partant de Dunkerque, les coureurs se sont dirigés en direction des villes belges de Poperinge puis d'Ypres. La course est donc restée moins de 20 km en France, le reste se passant en Belgique. Le premier sprint intermédiaire s'est déroulé dans la commune de Boezinge au kilomètre 45. Les coureurs sont ensuite remontés vers le nord en passant par Dixmude et Nieuwpoort sur la côte belge. Le second sprint de bonification était placé à Westende juste avant le ravitaillement à Middelkerke.
Les coureurs sont alors dirigés vers la commune de Pittem. Le troisième et dernier sprint de bonification se trouvait à Aarsele au kilomètre 140,5. L'arrivée se situait 20 kilomètres plus loin à Gand.
Cette étape ne contenait aucun point de bonification pour le classement de la montagne.

## Communes traversées

### France

#### Nord (59)
Dunkerque,
Saint-Pol-sur-Mer,
Dunkerque,
Coudekerque-Branche,
Dunkerque,
Coudekerque,
Bergues,
Hoymille,
Rexpoëde,
Oost-Cappel.

### Belgique

#### Province de Flandre-Occidentale(Wvl)
Poperinge,
Ypres,
Langemark-Poelkapelle,
Houthulst,
Dixmude,
Nieuport,
Middelkerke,
Gistel,
Ichtegem,
Torhout,
Lichtervelde,
Ardooie,
Pittem,
Tielt.

### Province de Flandre-Orientale(Oov)
Deinze,
Gand.

## Déroulement

### Récit
On compte trois échappés du peloton, lors de l'entrée du Tour en Belgique, l'Allemand Marcel Sieberg (Team Milram), le Français Cédric Hervé (Agritubel) et l'Espagnol Rubén Pérez (Euskaltel-Euskadi). Ils compteront jusqu'à six minutes d'avance au soixante-cinquième kilomètre mais cela ne suffira pas et finiront par être repris à trois kilomètres de Gand.
Un kilomètre plus tard, le coureur allemand Erik Zabel (Team Milram), déséquilibré, s'appuie sur un coureur de la formation italienne Liquigas qui tombe et entraîne avec lui une bonne partie du peloton dont le maillot jaune Fabian Cancellara. Les coureurs à terre formant une véritable barrière, l'arrière du peloton est contraint de s'arrêter. Néanmoins, cette chute ayant eu lieu à moins de trois kilomètres de l'arrivée, le règlement stipule que les écarts sont bloqués en cas de chute ainsi, les coureurs ont été enregistrés dans le même temps que le vainqueur Gert Steegmans.

### Points distribués
| Sprint intermédiaire Boezinge (km 45) | Sprint intermédiaire Boezinge (km 45) | Sprint intermédiaire Boezinge (km 45) | Sprint intermédiaire Boezinge (km 45) | Sprint intermédiaire Boezinge (km 45) |
| ------------------------------------- | ------------------------------------- | ------------------------------------- | ------------------------------------- | ------------------------------------- |
|                                       | Coureur                               | Pays                                  | Équipe                                | Point(s)                              |
| 1er                                   | Cédric Hervé                          | France                                | Agritubel                             | 6                                     |
| 2e                                    | Rubén Pérez                           | Espagne                               | Euskaltel-Euskadi                     | 4                                     |
| 3e                                    | Marcel Sieberg                        | Allemagne                             | Milram                                | 2                                     |
| modifier                              |                                       |                                       |                                       |                                       |

| Sprint intermédiaire Westende (km 81,5) | Sprint intermédiaire Westende (km 81,5) | Sprint intermédiaire Westende (km 81,5) | Sprint intermédiaire Westende (km 81,5) | Sprint intermédiaire Westende (km 81,5) |
| --------------------------------------- | --------------------------------------- | --------------------------------------- | --------------------------------------- | --------------------------------------- |
|                                         | Coureur                                 | Pays                                    | Équipe                                  | Point(s)                                |
| 1er                                     | Marcel Sieberg                          | Allemagne                               | Milram                                  | 6                                       |
| 2e                                      | Cédric Hervé                            | France                                  | Agritubel                               | 4                                       |
| 3e                                      | Rubén Pérez                             | Espagne                                 | Euskaltel-Euskadi                       | 2                                       |
| modifier                                |                                         |                                         |                                         |                                         |

| Sprint intermédiaire Aarsele (km 140,5) | Sprint intermédiaire Aarsele (km 140,5) | Sprint intermédiaire Aarsele (km 140,5) | Sprint intermédiaire Aarsele (km 140,5) | Sprint intermédiaire Aarsele (km 140,5) |
| --------------------------------------- | --------------------------------------- | --------------------------------------- | --------------------------------------- | --------------------------------------- |
|                                         | Coureur                                 | Pays                                    | Équipe                                  | Point(s)                                |
| 1er                                     | Rubén Pérez                             | Espagne                                 | Euskaltel-Euskadi                       | 4                                       |
| 2e                                      | Cédric Hervé                            | France                                  | Agritubel                               | 2                                       |
| 3e                                      | Marcel Sieberg                          | Allemagne                               | Milram                                  | 1                                       |
| modifier                                |                                         |                                         |                                         |                                         |

| Arrivée d'étape Gand | Arrivée d'étape Gand | Arrivée d'étape Gand | Arrivée d'étape Gand  | Arrivée d'étape Gand |
| -------------------- | -------------------- | -------------------- | --------------------- | -------------------- |
|                      | Coureur              | Pays                 | Équipe                | Point(s)             |
| 1er                  | Gert Steegmans       | Belgique             | Quick Step-Innergetic | 35                   |
| 2e                   | Tom Boonen           | Belgique             | Quick Step-Innergetic | 30                   |
| 3e                   | Filippo Pozzato      | Italie               | Liquigas              | 26                   |
| 4e                   | Robert Hunter        | Afrique du Sud       | Barloworld            | 24                   |
| 5e                   | Romain Feillu        | France               | Agritubel             | 22                   |
| 6e                   | Robbie McEwen        | Australie            | Predictor-Lotto       | 20                   |
| 7e                   | Erik Zabel           | Allemagne            | Milram                | 19                   |
| 8e                   | Heinrich Haussler    | Allemagne            | Gerolsteiner          | 18                   |
| 9e                   | Óscar Freire         | Espagne              | Rabobank              | 17                   |
| 10e                  | Sébastien Chavanel   | France               | La Française des jeux | 16                   |
| modifier             |                      |                      |                       |                      |

## Classement de l'étape
| \| Classement de l'étape \| Classement de l'étape \| Classement de l'étape \| Classement de l'étape \| Classement de l'étape \| \| Coureur \| Coureur \| Pays \| Équipe \| Temps \| \| --------------------- \| --------------------- \| --------------------- \| --------------------- \| --------------------- \| \| 1er \| Gert Steegmans \| Belgique \| Quick Step-Innergetic \| 3 h 48 min 22 s \| \| 2e \| Tom Boonen \| Belgique \| Quick Step-Innergetic \| + 0 s \| \| 3e \| Filippo Pozzato \| Italie \| Liquigas \| + 0 s \| \| 4e \| Robert Hunter \| Afrique du Sud \| Barloworld \| + 0 s \| \| 5e \| Romain Feillu \| France \| Agritubel \| + 0 s \| \| 6e \| Robbie McEwen \| Australie \| Predictor-Lotto \| + 0 s \| \| 7e \| Erik Zabel \| Allemagne \| Team Milram \| + 0 s \| \| 8e \| Heinrich Haussler \| Allemagne \| Gerolsteiner \| + 0 s \| \| 9e \| Óscar Freire \| Espagne \| Rabobank \| + 0 s \| \| 10e \| Sébastien Chavanel \| France \| La Française des jeux \| + 0 s \| |                    |                |                       |                 |
| |                    |                |                       |                 |
| |                    |                |                       |                 |
| Classement de l'étape |                    |                |                       |                 |
| Coureur | Coureur            | Pays           | Équipe                | Temps           |
| 1er | Gert Steegmans     | Belgique       | Quick Step-Innergetic | 3 h 48 min 22 s |
| 2e | Tom Boonen         | Belgique       | Quick Step-Innergetic | + 0 s           |
| 3e | Filippo Pozzato    | Italie         | Liquigas              | + 0 s           |
| 4e | Robert Hunter      | Afrique du Sud | Barloworld            | + 0 s           |
| 5e | Romain Feillu      | France         | Agritubel             | + 0 s           |
| 6e | Robbie McEwen      | Australie      | Predictor-Lotto       | + 0 s           |
| 7e | Erik Zabel         | Allemagne      | Team Milram           | + 0 s           |
| 8e | Heinrich Haussler  | Allemagne      | Gerolsteiner          | + 0 s           |
| 9e | Óscar Freire       | Espagne        | Rabobank              | + 0 s           |
| 10e | Sébastien Chavanel | France         | La Française des jeux | + 0 s           |

## Classement général
Le classement général de l'épreuve est toujours dominé par le Suisse Fabian Cancellara (CSC). Il devance toujours Andreas Klöden (Astana) de treize secondes et l'Anglais David Millar (Saunier Duval-Prodir) de 21 secondes. Très peu de changements, seul le Belge Tom Boonen (Quick Step-Innergetic) fait son apparition dans le top 10 avec sa deuxième place de l'étape et pointe au 7e rang.
| \| Classement général \| Classement général \| Classement général \| Classement général \| Classement général \| \| Coureur \| Coureur \| Pays \| Équipe \| Temps \| \| ------------------ \| -------------------- \| ------------------ \| ------------------------------- \| ------------------ \| \| 1er \| Fabian Cancellara \| Suisse \| CSC \| 8 h 36 min 13 s \| \| 2e \| Andreas Klöden \| Allemagne \| Astana \| + 13 s \| \| 3e \| David Millar \| Royaume-Uni \| Saunier Duval-Prodir \| + 21 s \| \| 4e \| George Hincapie \| États-Unis \| Discovery Channel \| + 23 s \| \| 5e \| Bradley Wiggins \| Royaume-Uni \| Cofidis-Le Crédit par Téléphone \| + 23 s \| \| 6e \| Vladimir Gusev \| Russie \| Discovery Channel \| + 25 s \| \| 7e \| Tom Boonen \| Belgique \| Quick Step-Innergetic \| + 26 s \| \| 8e \| Vladimir Karpets \| Russie \| Caisse d'Épargne \| + 26 s \| \| 9e \| Thor Hushovd \| Norvège \| Crédit Agricole \| + 29 s \| \| 10e \| Alexandre Vinokourov \| Kazakhstan \| Astana \| + 30 s \| |                      |             |                                 |                 |
| |                      |             |                                 |                 |
| |                      |             |                                 |                 |
| Classement général |                      |             |                                 |                 |
| Coureur | Coureur              | Pays        | Équipe                          | Temps           |
| 1er | Fabian Cancellara    | Suisse      | CSC                             | 8 h 36 min 13 s |
| 2e | Andreas Klöden       | Allemagne   | Astana                          | + 13 s          |
| 3e | David Millar         | Royaume-Uni | Saunier Duval-Prodir            | + 21 s          |
| 4e | George Hincapie      | États-Unis  | Discovery Channel               | + 23 s          |
| 5e | Bradley Wiggins      | Royaume-Uni | Cofidis-Le Crédit par Téléphone | + 23 s          |
| 6e | Vladimir Gusev       | Russie      | Discovery Channel               | + 25 s          |
| 7e | Tom Boonen           | Belgique    | Quick Step-Innergetic           | + 26 s          |
| 8e | Vladimir Karpets     | Russie      | Caisse d'Épargne                | + 26 s          |
| 9e | Thor Hushovd         | Norvège     | Crédit Agricole                 | + 29 s          |
| 10e | Alexandre Vinokourov | Kazakhstan  | Astana                          | + 30 s          |

## Classements annexes
| Classement par points | Classement par points | Classement par points | Classement par points | Classement par points |
| Coureur               | Coureur               | Pays                  | Équipe                | Points                |
| --------------------- | --------------------- | --------------------- | --------------------- | --------------------- |
| 1er                   | Tom Boonen            | Belgique              | Quick Step-Innergetic | 56 pts                |
| 2e                    | Robbie McEwen         | Australie             | Predictor-Lotto       | 55 pts                |
| 3e                    | Gert Steegmans        | Belgique              | Quick Step-Innergetic | 46 pts                |
| 4e                    | Romain Feillu         | France                | Agritubel             | 44 pts                |
| 5e                    | Sébastien Chavanel    | France                | La Française des jeux | 40 pts                |

| Classement par points | Classement par points | Classement par points | Classement par points | Classement par points |
| Coureur               | Coureur               | Pays                  | Équipe                | Points                |
| --------------------- | --------------------- | --------------------- | --------------------- | --------------------- |
| 1er                   | Tom Boonen            | Belgique              | Quick Step-Innergetic | 56 pts                |
| 2e                    | Robbie McEwen         | Australie             | Predictor-Lotto       | 55 pts                |
| 3e                    | Gert Steegmans        | Belgique              | Quick Step-Innergetic | 46 pts                |
| 4e                    | Romain Feillu         | France                | Agritubel             | 44 pts                |
| 5e                    | Sébastien Chavanel    | France                | La Française des jeux | 40 pts                |

| Classement de la montagne | Classement de la montagne | Classement de la montagne | Classement de la montagne       | Classement de la montagne |
| Coureur                   | Coureur                   | Pays                      | Équipe                          | Points                    |
| ------------------------- | ------------------------- | ------------------------- | ------------------------------- | ------------------------- |
| 1er                       | David Millar              | Royaume-Uni               | Saunier Duval-Prodir            | 5 pts                     |
| 2e                        | Stéphane Augé             | France                    | Cofidis-Le Crédit par Téléphone | 5 pts                     |
| 3e                        | Freddy Bichot             | France                    | Agritubel                       | 3 pts                     |
| 4e                        | Andriy Grivko             | Ukraine                   | Team Milram                     | 2 pts                     |
| 5e                        | Aliaksandr Kuschynski     | Biélorussie               | Liquigas                        | 2 pts                     |

| Classement de la montagne | Classement de la montagne | Classement de la montagne | Classement de la montagne       | Classement de la montagne |
| Coureur                   | Coureur                   | Pays                      | Équipe                          | Points                    |
| ------------------------- | ------------------------- | ------------------------- | ------------------------------- | ------------------------- |
| 1er                       | David Millar              | Royaume-Uni               | Saunier Duval-Prodir            | 5 pts                     |
| 2e                        | Stéphane Augé             | France                    | Cofidis-Le Crédit par Téléphone | 5 pts                     |
| 3e                        | Freddy Bichot             | France                    | Agritubel                       | 3 pts                     |
| 4e                        | Andriy Grivko             | Ukraine                   | Team Milram                     | 2 pts                     |
| 5e                        | Aliaksandr Kuschynski     | Biélorussie               | Liquigas                        | 2 pts                     |

| Classement du meilleur jeune | Classement du meilleur jeune | Classement du meilleur jeune | Classement du meilleur jeune | Classement du meilleur jeune |
| Coureur                      | Coureur                      | Pays                         | Équipe                       | Temps                        |
| ---------------------------- | ---------------------------- | ---------------------------- | ---------------------------- | ---------------------------- |
| 1er                          | Vladimir Gusev               | Russie                       | Discovery Channel            | 8 h 36 min 38 s              |
| 2e                           | Thomas Dekker                | Pays-Bas                     | Rabobank                     | + 6 s                        |
| 3e                           | Benoît Vaugrenard            | France                       | La Française des jeux        | + 7 s                        |
| 5e                           | Andriy Grivko                | Ukraine                      | Team Milram                  | + 8 s                        |
| 5e                           | Alberto Contador             | Espagne                      | Discovery Channel            | + 10 s                       |

| Classement du meilleur jeune | Classement du meilleur jeune | Classement du meilleur jeune | Classement du meilleur jeune | Classement du meilleur jeune |
| Coureur                      | Coureur                      | Pays                         | Équipe                       | Temps                        |
| ---------------------------- | ---------------------------- | ---------------------------- | ---------------------------- | ---------------------------- |
| 1er                          | Vladimir Gusev               | Russie                       | Discovery Channel            | 8 h 36 min 38 s              |
| 2e                           | Thomas Dekker                | Pays-Bas                     | Rabobank                     | + 6 s                        |
| 3e                           | Benoît Vaugrenard            | France                       | La Française des jeux        | + 7 s                        |
| 5e                           | Andriy Grivko                | Ukraine                      | Team Milram                  | + 8 s                        |
| 5e                           | Alberto Contador             | Espagne                      | Discovery Channel            | + 10 s                       |

| Classement par équipes | Classement par équipes          | Classement par équipes | Classement par équipes |
| Équipe                 | Équipe                          | Pays                   | Temps                  |
| ---------------------- | ------------------------------- | ---------------------- | ---------------------- |
| 1re                    | Astana                          | Suisse                 | 25 h 49 min 57 s       |
| 2e                     | CSC                             | Danemark               | + 2 s                  |
| 3e                     | Discovery Channel               | États-Unis             | + 5 s                  |
| 4e                     | Caisse d'Épargne                | Espagne                | + 18 s                 |
| 5e                     | Cofidis-Le Crédit par Téléphone | France                 | + 20 s                 |

| Classement par équipes | Classement par équipes          | Classement par équipes | Classement par équipes |
| Équipe                 | Équipe                          | Pays                   | Temps                  |
| ---------------------- | ------------------------------- | ---------------------- | ---------------------- |
| 1re                    | Astana                          | Suisse                 | 25 h 49 min 57 s       |
| 2e                     | CSC                             | Danemark               | + 2 s                  |
| 3e                     | Discovery Channel               | États-Unis             | + 5 s                  |
| 4e                     | Caisse d'Épargne                | Espagne                | + 18 s                 |
| 5e                     | Cofidis-Le Crédit par Téléphone | France                 | + 20 s                 |

### Combativité
Marcel Sieberg